# Apanteles stenosis
Apanteles stenosis är en stekelart som först beskrevs av Song och Chen 2004.  Apanteles stenosis ingår i släktet Apanteles och familjen bracksteklar. Inga underarter finns listade i Catalogue of Life.